# معالي كوارع
معالي كوارع هو لاعب كرة قدم فلسطيني يلعب في مركز الوسط مع نادي مركز شباب الأمعري في الدوري الفلسطيني الممتاز للضفة الغربية ويلعب مع منتخب فلسطين الوطني.

## وصلات خارجية
- معالي كوارع على موقع ناشيونال فوتبول تيمز (الإنجليزية)
- معالي كوارع على موقع Soccerway.com (الإنجليزية)

- معالي كوارع على فرق كرة القدم الوطنية.كوم